# Батлер, Крис
Крис А. Батлер (14 августа 1952 — 30 апреля 1994) — американский художник-декоратор. Номинировался на премию «Оскар (1993)» за лучшую работу художника-постановщика в фильме «Чаплин».
Родился в Ноксвилле, Теннесси. Учился в школе искусств Атланты. Начинал свою карьеру как декоратор витрин в Saks Fifth Avenue. Начал работать на съёмочной площадке в 1978 году над фильмом «Бетси».
Умер у себя дома в Лос-Анджелесе от осложнения СПИДа.

## Кинематография
- Смертельный инстинкт (1993)
- Чаплин (1992)
- Новые приключения Билла и Теда (1991)
- Лос-анджелесская история (1991)
- Открытки с края бездны (1990)
- Невиновный (1989)
- Бестселлер (1987)
- Что случилось прошлой ночью (1986)
- Только между друзьями (1986)
- Честь семьи Прицци (1985)
- Бетси (1978)